# Shenzhou 11

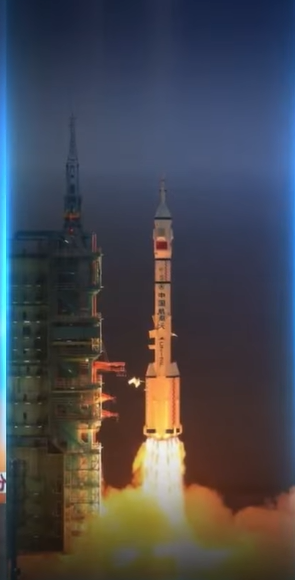
Lanzamiento de Shenzhou 11.

Shenzhou 11 fue la sexta misión espacial tripulada de China, dentro del Programa Shenzhou de la agencia espacial de ese país. Tuvo lugar del 17 de octubre al 18 de noviembre de 2016. Se acopló al laboratorio espacial chino Tiangong-2, que había sido lanzado al espacio en septiembre de 2016, un mes antes de la misión Shenzhou 11.

## Tripulación
Los tripulantes de esta misión fueron el comandante Jing Haipeng, que realizaba su tercer viaje espacial (siendo el primer astronauta chino en lograr 3 viajes al espacio y ostenta el récord de permanencia en el espacio de su país 49 días) y el segundo de a bordo, Chen Dong, que efectuó su primer viaje espacial. Ambos son pilotos de combate de las Fuerzas Aéreas Chinas.

## Misión
La Shenzhou 11 fue lanzada el 17 de octubre de 2016 desde el Centro de Lanzamiento de Satélites de Jiuquan (JSLC) usando el cohete lanzador Larga Marcha 2F. El objetivo principal de la misión fue conseguir el acoplamiento de la nave tripulada Shenzhou con el laboratorio espacial Tiangong-2, así como probar los equipos de soporte vital en dicho laboratorio. La duración total de la misión fue de 33 días, 30 de los cuales tuvieron lugar dentro del módulo presurizado de la Tiangong-2. La tripulación regresó con éxito el 18 de noviembre de 2016. El módulo de reentrada de la nave Shenzhou 11 aterrizó en la región china de Mongolia Interior un día después de desacoplarse del laboratorio espacial Tiangong-2.

## Anteriores misiones del programa
- Shenzhou 1 a la 4. Pruebas no tripuladas.
- Shenzhou 5, vuelo libre
- Shenzhou 6, vuelo libre
- Shenzhou 7, vuelo libre
- Shenzhou 8, no tripulada a la Tiangong 1
- Shenzhou 9, tripulada a Tiangong 1
- Shenzhou 10, tripulada aTiangong 1